# Florești-Stoenești (gmina)
Florești-Stoenești – gmina w Rumunii, w okręgu Giurgiu. Obejmuje miejscowości Florești, Palanca i Stoenești. W 2011 roku liczyła 9173 mieszkańców. 